# Ruth Kellermann (Ethnologin)
Ruth Kellermann, geborene Hesse (* 23. Juni 1913 in Berlin; † 1999) war eine deutsche Historikerin, Rassen- und Volkskundlerin die mit ihren Forschungen zur nationalsozialistischen Rassenhygiene zur Erfassung und Begutachtung von Roma für die Rassenhygienische Forschungsstelle z. T. freischaffend arbeitete. Ein deshalb gegen sie 1984 eröffnetes Ermittlungsverfahren wegen Mordes wurde 1989 eingestellt.

## Leben
Ihre Eltern waren der Gewerbelehrer Georg Hesse und seine Frau Frieda geborene Gohde. Von 1919 bis 1923 besuchte sie in Berlin die Volksschule und danach die Lutherschule, die sie im März 1932 mit der Reifeprüfung abschloss.:S. 287. Ab Sommersemester 1933 studierte sie an der Friedrich-Wilhelms-Universität Berlin Vorgeschichte, Volkskunde, Anthropologie und Rassenkunde, Geologie, Germanistik, Dänische Sprache, Geschichte, Zeitungswissenschaft sowie Philosophie, entwickelte dabei ein Interesse an „Zigeunern“ und lernte Romanes.:S. 287 f.
1938 wurde sie an der Friedrich-Wilhelms-Universität Berlin mit der Dissertation Der Kimbernzug. Versuch seiner Festlegung auf Grund der vorgeschichtlichen Bodenfunde promoviert. 
Ruth Kellermann starb 1999.

## Rassenhygienische Forschungsstelle
Von Oktober 1938 bis Juli 1939 war sie wissenschaftliche Angestellte der Rassenhygienischen Forschungsstelle (RHF) in Berlin.:S. 147 f. 1939 heiratete sie und zog nach Hamburg. Mindestens bis Mitte 1942 war sie für die RHF als freie Mitarbeiterin tätig: Sie befragte Roma und erstellte Gutachten vor allem über im Raum Hamburg lebende Roma. Hierzu wertete sie zusammen mit anderen Mitarbeitern der Forschungsstelle zunächst die Unterlagen der Hamburger polizeilichen „Zigeunerdienststelle“ aus.
Ein später wegen Mordes an Roma mitangeklagter Zigeunerspezialist der Hamburger Kriminalpolizei sagte 1985 aus: „Die von Frau Dr. Kellermann vorgenommenen Befragungen waren sehr häufig und umfangreich bis zum Abtransport am 20. Mai 1940, aber auch danach erfolgten derartige Befragungen in zahlreichen Fällen“.
Weitere Arbeitsschwerpunkte waren die vornehmlich in Böhmen und Mähren beheimateten Lalleri sowie „Zigeunernamensforschung“. Kellermann führte, teilweise unterstützt von ihrer RHF-Kollegin Ruth Helmke, ihre Befragungen auch im KZ Ravensbrück fort. Sie versprach den weiblichen Häftlingen Haftentlassung, wenn sie sich sterilisieren ließen. Viele von ihr befragte Roma gaben später an, sie seien von Kellermann „beschimpft, bedroht und misshandelt worden“.
Die von Kellermann vor 1945 gesammelten „Zigeuner“-Materialien gab sie nach Kriegsende teilweise an die Hamburger Kripo ab. Ungeklärt ist, ob sie dafür eine Vergütung erhielt.:S. 287 f. Dort hielt sie vermutlich auch Vorträge vor Polizeibeamten. 1961 nahm sie an einer Arbeitstagung der Sachbearbeiter für die Bekämpfung des Landfahrerunwesens des LKA teil und referierte dort u. a. über die „Zigeunersprache“.:S. 288

## NS-Vergangenheit und Prozesse
Nachdem die Akten der Hamburger NS-Behörden für die Betroffenen nach Protesten zugänglich geworden waren, erstattete die Rom und Cinti Union (RCU) 1984 Strafanzeige gegen Kellermann wegen Beihilfe zum Mord. Die RUC hatte in den im Staatsarchiv Hamburg erhaltenen „Landfahrerakten“ entsprechende Hinweise gefunden.
Die Ermittlungen verliefen schleppend; bei einer Hausdurchsuchung wurden allerdings von Kellermann angefertigte Stammbaumübersichten sowie weitere Unterlagen, die von ihr zum Zweck der „Rassendiagnose“ erstellt worden waren und die sich noch in ihrem Besitz befanden, beschlagnahmt. Die Staatsanwaltschaft antwortete auf eine Anfrage des Hamburger Abendblatts am 21. November 1985, es seien bislang jedoch keine Gutachten Kellermanns gefunden worden.:S. 24 f. Personen, die in den beschlagnahmten Stammbäumen vorkommen, lassen sich als Häftlinge im KZ Auschwitz nachweisen.:S. 290
Am gleichen Tag sollte Kellermann im Rahmen der Ringvorlesung „Frauenarbeit – Frauenleben“ an der Universität Hamburg zum Thema „Frauenarbeit im 19. Jahrhundert“ im Museum für Hamburgische Geschichte referieren.:S. 24 f. Die Veranstaltung wurde von Mitgliedern der RCU gesprengt. Giovanna Steinbach, eine Überlebende des Zigeunerlager Auschwitz und des KZ Ravensbrück hielt Kellermann vor: „Du hast meine Familie ins Lager gebracht!“ und spuckte der Referentin ins Gesicht. Rudko Kawczynski, RCU-Vorstandsmitglied, verlas ein Flugblatt, in dem Kellermanns Arbeit für das „berüchtigte Rassenhygienische Forschungsinstitut“ darstellt wurde und das Kellermann als Verantwortliche für die Begutachtung und damit letztlich auch die Deportationen und Sterilisationen benannte. Kawczynski informierte die Anwesenden über die Strafanzeige gegen Kellermann. Kellermann beantragte eine einstweilige Verfügung gegen die RCU und unterlag.

„Nach Überzeugung der Kammer war die Antragstellerin während der Zeit von 1938 bis zum Kriegsende in einem Bereich tätig, in dem ihre Arbeit zumindest dazu beigetragen hat, die Verfolgung und Vernichtung der Zigeuner zu ermöglichen. Auch wenn die Antragstellerin zu Beginn ihrer Tätigkeit nicht im vollen Umfang die verbrecherischen Absichten der politischen Führung und ihrer Vorgesetzten erkannt und überblickt haben mag, wird sie doch aufgrund ihrer Stellung, ihrer Ausbildung und den ihr wie jedermann zugänglichen Quellen zumindest im Verlauf ihrer Arbeit erkannt haben müssen, dass sie Zuarbeit für die spätere Vernichtung der Zigeuner geleistet hat.“

Das Strafverfahren gegen Kellermann wurde am 3. Mai 1989 eingestellt, da der Beweis nicht erbracht werden konnte, dass ihre Arbeiten für die RHF als Planung eines Völkermordes anzusehen seien, auch wenn ihr nicht unbekannt geblieben sein könne, dass zumindest eine Dezimierung der unter den Begriff „Zigeuner“ fallenden Minderheit durch die NS-Machthaber geplant gewesen sei.
Auch die internationale Presse berichtete nun über Kellermann als Schreibtischtäterin.

## Schriften
- Der Kimbernzug. Versuch seiner Festlegung auf Grund der vorgeschichtlichen Bodenfunde. Dissertation, Friedrich-Wilhelms-Universität, Berlin. Würzburg 1938.